# Pavetta subglabra
Pavetta subglabra är en måreväxtart som beskrevs av Heinrich Christian Friedrich Schumacher. Pavetta subglabra ingår i släktet Pavetta och familjen måreväxter. Inga underarter finns listade i Catalogue of Life.